# (1368) Numidia
(1368) Numidia – planetoida z pasa głównego asteroid okrążająca Słońce w ciągu 4 lat i 4 dni w średniej odległości 2,52 au. Została odkryta 30 kwietnia 1935 roku w Union Observatory w Johannesburgu przez Cyrila Jacksona. Nazwa planetoidy pochodzi od Numidii, berberyjskiego państwa oraz rzymskiej prowincji w północnej Afryce. Przed nadaniem nazwy planetoida nosiła oznaczenie tymczasowe (1368) 1935 HD.